# Gianluigi Savoldi
Gianluigi Savoldi, detto Titti (Gorlago, 9 giugno 1949 – Bergamo, 13 aprile 2008), è stato un allenatore di calcio e calciatore italiano, di ruolo centrocampista.

## Biografia
Era fratello minore di Giuseppe e zio di Gianluca, anche loro calciatori. È morto nel 2008, all'età di 58 anni, dopo una lunga malattia.

## Caratteristiche tecniche

### Giocatore
Centrocampista di buona tecnica, a metà fra una mezzala e una mezzapunta, aveva nella visione di gioco e nel dribbling le sue caratteristiche migliori.

## Carriera

### Giocatore

Savoldi al Cesena nel campionato 1973-1974

Come il fratello Giuseppe, iniziò la sua trafila nelle giovanili dell'Atalanta, club che a fine anni 1960 lo cedette nelle serie minori per farsi le ossa. Dopo due esperienze in Serie C con le maglie di Trevigliese e Viareggio, tornò brevemente in terra orobica per una stagione poiché nell'estate del 1970, ritenuto un giocatore di buone prospettive, venne acquistato dalla Juventus assieme a un altro giovane bergamasco, Novellini.
Pur facendo parte delle seconde linee bianconere — in particolare, finì chiuso nel suo ruolo principalmente da Capello —, a Torino riuscì al primo anno a mettere assieme il discreto bottino di 11 presenze. Queste diventarono 13 nel campionato 1971-1972, contribuendo da "prima riserva" (subentrando spesso al succitato Capello, a Bettega, a Cuccureddu o a Marchetti) alla vittoria di uno scudetto che alla Vecchia Signora mancava da un lustro, mentre furono solo 6 le apparizioni nel successivo torneo 1972-1973, che pure valsero a Savoldi il secondo tricolore consecutivo.
Nel biennio seguente i piemontesi lo cedettero in prestito dapprima al Cesena e poi al L.R. Vicenza, prima di riprenderlo nei propri ranghi nell'annata 1975-1976 senza tuttavia utilizzarlo in gare ufficiali. L'anno dopo arrivò quindi la cessione definitiva alla Sampdoria dove disputò tre campionati sempre da titolare, senza riuscire a riconquistare la massima serie con la squadra blucerchiata dopo la retrocessione del 1976-1977.
Nel 1979 scese di categoria militando nel Giulianova, con promozione in Serie C1 e, la stagione seguente, nel Livorno, club questo ultimo dove, nel 1981, chiuse la carriera agonistica.

### Allenatore
Dopo il ritiro allenò per un ventennio nel vivaio dell'Atalanta, conquistando il titolo di campione d'Italia nel 1994-1995 nella categoria "Giovanissimi Nazionali".

## Palmarès

### Giocatore

#### Competizioni nazionali
- Campionato italiano: 2

Juventus: 1971-1972, 1972-1973
- Campionato italiano Serie C2: 1

Giulianova: 1979-1980 (girone C)

### Allenatore

#### Competizioni giovanili
- Campionato Giovanissimi Nazionali: 1

Atalanta: 1994-1995